# Шарлота Мария фон Саксония-Йена
Шарлота Мария фон Саксония-Йена (на немски: Charlotte Marie von Sachsen-Jena; * 20 декември 1669, Йена; † 6 януари 1703, Тона) от Ернестинските Ветини, е принцеса от Саксония-Йена и чрез женитба херцогиня на Саксония-Ваймар (1683 – 1690).

## Живот
Тя е единствената дъщеря на херцог Бернхард фон Саксония-Йена (1638 – 1678) и съпругата му Мари Шарлота (1630 – 1682).
Шарлота Мария се омъжва на 2 ноември 1683 г. в Айзенах за братовчед си херцог Вилхелм Ернст от Саксония-Ваймар (1662 – 1728). Бракът е бездетен. През 1690 г. те се развеждат.
Тя живее първо при брат си херцог Йохан Вилхелм (1675 – 1690) в Йена, но след смъртта му трябва да напусне двореца. Тя се движи без пари и със задължения, докато среща херцог Фридрих I фон Саксония-Гота, който я приема и се грижи за нея. Тя живее от рента от двора на Гота, води процеси с Дом Ваймар и умира на 33 години.
Шарлота Мария е погребана в градската църква във Ваймар.